# Y vasca
La línea Vitoria-Bilbao-San Sebastián-Frontera francesa, denominada comúnmente Y vasca (en euskera: Euskal Y), es el trazado ferroviario en forma de «Y» que une mediante una línea de altas prestaciones las tres capitales vascas, Bilbao, San Sebastián y Vitoria, conectándolas entre sí y con la frontera francesa por Irún, dando continuidad a la línea de alta velocidad Venta de Baños-Burgos-Vitoria y por tanto, hacia el sur, con Madrid. Está prevista la conexión con Pamplona, la capital Navarra no habiéndose determinado el punto de conexión a finales de 2024. Forma parte de la red de altas prestaciones (apta para mercancías y pasajeros) del Plan Estratégico de Infraestructuras y Transporte para el período 2005-2023 y también del Corredor Atlántico de la Red Transeuropea de Ferrocarril de Alta Velocidad.
La conexión de la Y vasca entre Vitoria y Bilbao estaba prevista para 2023, aunque los plazos no se cumplieron. Este macroproyecto, denominado NRFPV o comúnmente conocido como Y vasca, consta de varios proyectos básicos de segmentos del trazado, subdivididos a su vez en tramos menores de 10 km que se desarrollan en los correspondientes proyectos constructivos.

Tramos en obras de 2023
Finalizado
En obras
Asignado
En asignación

## Etimología y término
Existe cierta controversia sobre el nombre de la infraestructura, ya que a nivel español se ha utilizado el término AVE (Alta Velocidad Española), en referencia al tren común de alta velocidad. Mientras en el País Vasco se ha utilizado el término TAV (Tren de Alta Velocidad), sobre todo en ámbitos nacionalistas, para no identificarlo con lo «español» y hacer referencia que pueden entrar otro tipo de trenes veloces. Para evitar esa polémica desde las instituciones vascas se ha popularizado el término Y vasca haciendo alusión a la forma de su trazado.
Sin embargo, realmente ya circulan trenes de alta velocidad en el País Vasco, como los S-120, bajo el nombre de Alvia, aunque con velocidad muy limitada debido al trazado de la red convencional, llegando solo a alcanzar su velocidad máxima cuando circula por los tramos o líneas de nueva construcción. AVE no deja de ser una marca comercial para trenes que alcanzan los 300 km/h, que en ningún caso se podrá conseguir en esta infraestructura, siendo más adecuados los trenes Avant o Alvia, cuya velocidad máxima es de 250 km/h. No obstante, al estar conectado con el resto de vías de alta velocidad en ancho internacional en ese caso sí podrían entrar trenes AVE y otros trenes veloces internacionales, pero con velocidad limitada al igual que entran trenes TGV en Hendaya a pesar de que en ese caso solo haya alta velocidad de París a Burdeos (línea de alta velocidad Atlantique y Línea de alta velocidad Sud Europa Atlántico). Para esos recorridos internacionales también existe la línea París-Burdeos que, a pesar de que sea apta para TGVs a 220 km/h, no es considerada de alta velocidad, al igual que otras líneas ferroviarias similares en el resto de Europa.
Por ello, el término TAV es incorrecto, ya que no se está construyendo un tren, los trenes existen y pasan por el País Vasco, ni va a ser de alta velocidad, ya que va a estar establecida en 220 km/h máximo, cuando para ser de alta velocidad debe superar en todos sus tramos los 250 km/h. Por lo que el término adecuado sería Y vasca, NRFPV (Nueva Red Ferroviaria  del País Vasco) o Línea Vitoria-Bilbao-San Sebastián-Frontera Francesa.
Por su parte el Administrador de Infraestructuras Ferroviarias (ADIF) lo denomina Línea de Alta Velocidad Vitoria–Bilbao-San Sebastián-frontera francesa por lo que oficialmente formará parte de la red de alta velocidad en España aunque realmente no lo sea. Por ello, la UIC lo introduce en sus estadísticas de alta velocidad bajo la indicación «excepciones» aunque en un documento con datos desactualizados sobre las velocidades máximas.
Ese uso incorrecto del término a veces ha supuesto conclusiones incorrectas sobre esta infraestructura identificándolo como una red de alta velocidad cuando en realidad es una red de altas prestaciones (mucho más cercano al «tren social» que piden algunas organizaciones). Su velocidad media será cercana a los 180 km/h.

## Precedentes
Este proyecto lleva desarrollándose más de 20 años, tiempo durante el cual ha cambiado sucesivamente la legislación y normativa medioambiental.
Desde el primer momento del estudio de los distintos corredores posibles (E: 1/50.000) que acabaron con la definición de la “Y”, pasando por el estudio de las alternativas a escala 1/25.000, hasta el anteproyecto de la alternativa más favorable (“Anteproyecto y estudios complementarios de la nueva red ferroviaria del País Vasco”, 1991), la ciudadanía, los ayuntamientos, las asociaciones interesadas (ecologistas, sindicatos agroganaderos, etc.) no pudieron participar en la definición básica del proyecto.
Esto no es así en otros países, a modo de la “circular Bianco” o “Ley Barnier” en Francia, con los numerosos referéndum que se realizan anualmente en Suiza en los cuales también se incorporan las infraestructuras públicas. En la legislación alemana se prevé este tipo de mecanismos en cuanto a participación ciudadana en la definición de infraestructuras. En este caso, no se pudo participar en la decisión del modelo ferroviario más conveniente para el País Vasco. Según denuncian los opositores a la infraestructura, este tipo de decisiones estratégicas son las que se deben consultar a la ciudadanía.
La dirección establecida con estos nuevos proyectos de modernizaciónde la red ferroviaria estatal, a las que se sumó la “Y” Vasca, rompió con las directrices marcadas por el Plan de Transporte Ferroviario de 1987. En el mismo se planteaba la mejora de la infraestructura existente de ancho ibérico y su progresiva transformación en ancho internacional.
Por motivos que superaban la capacidad económica, la planificación preexistente y las necesidades objetivas del país en materia ferroviaria, se produjo un cambio de giro y se dio una apuesta decidida por la Alta Velocidad, que fue plasmado con la apertura de la LAV Madrid-Sevilla en 1992 que en principio era una mejora de la red actual con el proyecto de la Nuevo Acceso Ferroviario a Andalucía. Este cambio de criterio y la apuesta por la AV acabó representándose en el PDI de 1993-2007, aprobado en marzo de 1994. A partir de este año, decayeron las inversiones en la mejora de la red existente, apostando por fuertes inversiones en las LAV y en consecuencia abandonando la red convencional (por ejemplo con el progresivo abandono y cierre del Ferrocarril directo Madrid-Burgos). Coincidiendo con la apuesta de la alta velocidad, el presupuesto destinado a la red convencional fue invertido más en soterramientos y nuevas estaciones que en mejora de la red; mientras a su vez se construían también nuevos tranvías, metros y carreteras (autopistas), e incluso aeropuertos que competían con la red convencional que quedó «degradada» sin mejorar, con la competencia de esas nuevas infraestructuras actualizadas a las nuevas demandas.
A pesar de la importancia del proyecto, que es la mayor inversión de la historia en el País Vasco, la desinformación, al menos en un primer momento, fue generalizada. A pesar de ello, según un estudio publicado por el Gobierno Vasco en 2012 la mayoría estaba a favor de su construcción (un 55 %) si bien el 66 % de los encuestados afirmaba estar «poco o nada informado» sobre la infraestructura.

## Proyecto

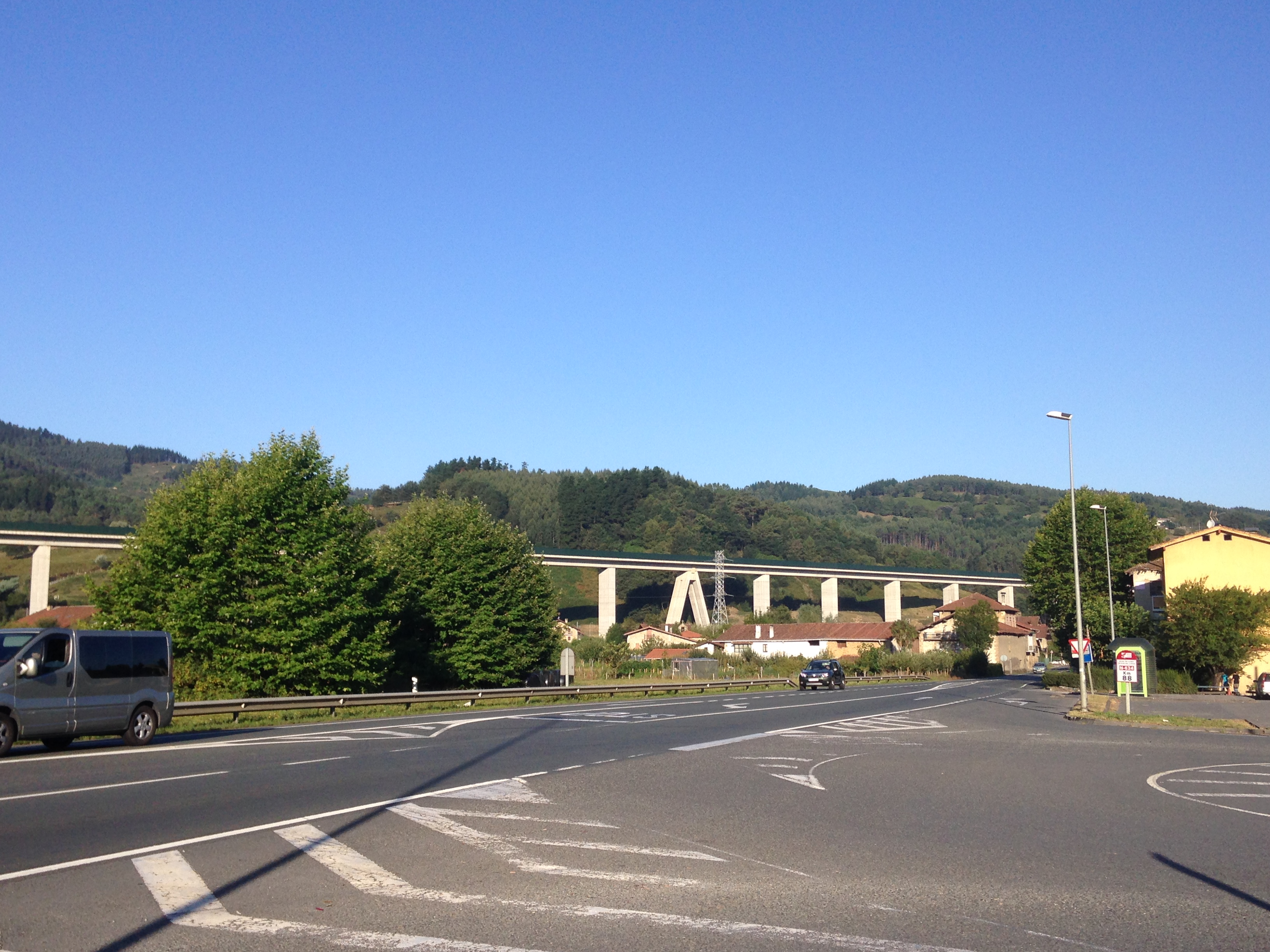
Viaducto de San Antonio-Malaespera del AVE en Amorebieta.

La longitud total del trazado es de 175 km, de los cuales 94 son del ramal Vitoria-Bilbao. Hay un total de 157 km de vía doble y otros 37 km de vía única.
Las características técnicas teóricas del trazado son: radio mínimo de curvas de 3100 m y pendientes máximas de 15 milésimas por metro (1,5 %), con velocidades que oscilan entre 120 km/h de máxima para un supuesto tráfico de mercancías y los 250 km/h de máxima para los viajeros. El trazado se realizará en un 70 % bajo túneles, lo que supone un 40 % de la totalidad del recorrido, o sobre viaductos, un 20 % del recorrido. Habrá 23 túneles y 44 viaductos. Según otras fuentes, la longitud total de la infraestructura es de 171,9 km, de los cuales son en túnel 104,3 km (60,64%), en viaducto 17,0 km (9,93%) y a cielo abierto 50,6 km (29,43%).
El espacio en el que se sitúan las vías, la anchura del tablero de los viaductos, es de 14 m.
La entrada en servicio de esta infraestructura permitirá reducir el tiempo de viaje entre las tres capitales: Vitoria-San Sebastián en un 60 %, y entre Bilbao-San Sebastián y Bilbao-Vitoria en un 80 % (la duración actual del recorrido en transporte ferroviario entre capitales como Bilbao y San Sebastián es de algo más de 2 horas y 15 minutos; entre Bilbao y Vitoria es de 2 horas 20 minutos con transbordo en Miranda de Ebro, y por último, entre Vitoria y San Sebastián es de 1 hora y 40 minutos).
Los servicios de mercancías llegarán directamente hasta el puerto de Bilbao, en Santurce (Vizcaya) por la variante sur ferroviaria; al puerto de Pasajes (Guipúzcoa), a través de un acceso desde Irún, creando una intermodal de mercancías en Lezo. Las asociaciones y movimientos sociales contrarios a la ejecución de esta infraestructura denuncian que no hay un estudio técnico específico de transporte ni de viabilidad socioeconómica que justifique dicha inversión, y que dicha rentabilidad es inexistente.
Se trata de la mayor inversión proyectada en la historia de la CAV. En algún informe encargado por los promotores de la infraestructura se estima que se retirarán de la carretera 800 000 camiones anuales. Esta cifra se describe como irreal y propagandística desde las asociaciones detractoras.
 Se han previsto conexiones al futuro Eje cantábrico (Corredor Cantábrico-Mediterráneo) que lo uniría con Santander, y al Corredor navarro que lo uniría con Pamplona y la línea del valle del Ebro, esta última con una conexión en Ezkio-Itsaso y sin afectar a los parques naturales de alrededor. Los nuevos trenes incrementarán la comodidad y la seguridad al usar tecnología moderna y carecer de pasos a nivel en todo el recorrido.
Se han previsto seis estaciones y dos puestos de adelantamiento y estacionamiento de trenes, uno en Aramayona (Álava) y otro en Ezkio-Itsaso (esta última también será estación de pasajeros). Estas instalaciones ocuparán una plataforma de 1500 m de largo, con una anchura de entre 42 y 56 m, dando cabida a seis u ocho vías.

### Estaciones
- Astigarraga
- Bilbao-Abando
- Vitoria
- Irún
- San Sebastián-Norte
- Ezkio-Itsaso

Por las estaciones de Astigarraga, Bilbao-Abando y Ezkio-Itsaso pasarían todos los trenes, mientras que en las de Vitoria, San Sebastián-Norte e Irún se haría mediante desvíos, los primeros dos para llegar al centro de la ciudad y el último para entrar en Irún y conectarlo con la vía convencional francesa (mismo ancho que la Y vasca). Todas serían estaciones intermodales pero solo pararán todos los trenes en las estaciones de las capitales. A destacar que en las estaciones de Astigarraga y Ezkio-Itsaso, a pesar de pasar la red de Cercanías San Sebastián de forma paralela, no se prevé una estación de cercanías que conecte ambas líneas.
Asimismo, como es posible hacer paradas sin ninguna dificultad en los puestos de adelantamiento y estacionamiento de trenes (PAET), la localidad de Aramayona estaría preparada desde el primer momento para una posible estación de pasajeros.

### Viaductos y túneles
Entre los 44 viaductos, algunos de ellos serán de diseño especialmente cuidado, y de los 23 túneles previstos hay algunos especialmente relevantes:
Túneles
- Túnel de Albertia, de 4786 m de longitud.
- Túnel de Udalaitz, de 3185 m de longitud.
- Túnel de Zarátamo, de 2728 m de longitud.
- Túnel de Induspe, de 2224 m de longitud.
- Túnel de Galdácano, de 1827 m de longitud.

Viaductos
- Viaducto sobre la carretera A-2620 en Aramayona, de 140 m de longitud, 77 m de altura y 22 vanos.
- Viaducto sobre el valle de Achondo, de 1080 m de longitud y 60 m de altura.
- Viaducto de San Antonio-Malaespina en Amorebieta, de 837 m de longitud. Tipología de doble viga artesa de 2,6 m. Sistema de construcción mediante tablero prefabricado. Luces: 30+20×39+36.
- Viaducto de sobre el río Ibaizábal en Galdacano, de 394 mde longitud. Tipología viga cajón de canto variable y sistema de construcción mediante tablero in situ con autocimbra. Luces: 53+75+3+70+56.[23]
- Viaducto de Mañaria, de 616 m de longitud, encargado a la ingeniería Arenas y Asociados con diseño cuidado.[24]
- Viaducto de Elorrio, de 870 m de longitud y 88 m de altura.
- Viaducto sobre la carretera A-3002, río Zadorra y carretera N-I, de 505 m de longitud.
- Viaducto sobre la carretera GI-3343, de 471 m de longitud.
- Viaducto de Zaldivia, de 900 m de longitud y 80 m de altura.

### Actuaciones medioambientales del proyecto
El proyecto prevé una inversión del 6,7% del presupuesto para garantizar la integración ambiental; esta inversión se elevó al 12 % en septiembre de 2008, garantizando el cumplimiento de la Declaración de Impacto Ambiental realizada sobre el estudio informativo del Proyecto de la Nueva Red Ferroviaria en el País Vasco. Se han previsto las siguientes medidas:
- Recuperación de la capa superior de la cubierta vegetal en los lugares directa o indirectamente afectados.
- Restricción de las labores de desbroce en periodos de cría del visón europeo y otras especies protegidas.
- Restauración vegetal acorde a las características del terreno y del medio natural.
- Respeto de las cuencas y cauces evitando reunirlos en puntos únicos.
- Montar dispositivos que eviten los vertidos contaminantes en obra.
- Mejorar la permeabilidad de paso de la fauna.
- Recuperación de las zonas bajo viaducto.
- Control de nivel sonoro con la colocación de pantallas antirruido en los lugares donde sea preciso.
- Seguimiento de yacimientos arqueológicos que puedan surgir durante las obras.[1]

### Construcción
El debate sobre la construcción de un tren de alta velocidad que uniera las tres capitales vascas y diera una salida ferroviaria nueva y digna, en referencia a la precariedad del recorrido actual, a Bilbao y su puerto (ya que la existente por Orduña no cumplía con las características necesarias para dar un servicio moderno y eficaz), se abrió en la década de los años 1980 a raíz de la saturación de la red viaria por carretera y de la infrautilización del ferrocarril.
De los diferentes estudios abiertos entonces surgió el Plan Ferroviario de Euskadi dentro del "Plan de Transporte Ferroviario" de 1987, en el que se reflejaban diferentes proyectos para la mejora de la red ferroviaria del Estado. Este plan no llegó a concretarse tras la decisión de que la mejora de líneas se realizase con característica de LAVs y con ancho UIC, concretamente el 9 de diciembre de 1988, surgiendo de ahí el proyecto de la Y vasca en 1989. Finalmente en 1994, el Consejo de Europa incluyó el eje ferroviario de alta velocidad Madrid-Vitoria-Dax en la lista de proyectos estratégicos a pesar de unas primeras informaciones confusas que afirmaron lo contrario.
Una vez que estuvo definido, el proyecto se sometió al análisis y estudio de expertos, y se comenzaron a incorporar correcciones medioambientales desde diferentes ámbitos sociales, políticos y económicos.
La competencia de la construcción de la infraestructura ferroviaria es del Ministerio de Fomento, financiado en parte con fondos europeos. Los retrasos sufridos en la construcción de la infraestructura crearon una situación de indefinición en torno a la Y vasca, lo que llevó al Gobierno Vasco a tomar parte en el asunto y promover la construcción del tramo guipuzcoano.
El 24 de abril de 2006 se produjo un acuerdo de financiación de las obras entre el Ministerio de Fomento y el Departamento de Transportes y Obras Públicas del Gobierno Vasco, con un montante de 4178 millones de euros, quedando el tramo Vergara-Irún / San Sebastián con un presupuesto de 1642 millones de euros, a sufragar mediante la aportación del cupo del Concierto Económico. El proyecto tiene adjudicada una ayuda económica de la Unión Europea de 16 millones de euros procedentes de los fondos de Redes Transeuropeas de Transporte.
En octubre de 2006 empezaron las obras del tramo Arrazua / Ubarrundia-Villarreal de Álava por parte del Adif, y quedó para el 2008 el comienzo en el tramo guipuzcoano con el inicio de la perforación del túnel Ordicia-Isasondo.
En marzo de 2008 se iniciaron los trámites de expropiación del tramo vizcaíno, en subtramo correspondiente al recorrido por Amorebieta, cuya ejecución se adjudicó en septiembre de 2007. En marzo de 2008 solo estaba en obras un tramo de 2 km en Álava. La llegada al Gobierno en 2009 del lehendakari Patxi López, del consejero Iñaki Arriola y del viceconsejero Ernesto Gasco aceleró sustancialmente la adjudicación de las obras de los distintos tramos. Al terminar la legislatura (año 2013), prácticamente todos los tramos excepto los accesos a las capitales y el nudo de Vergara estaban en obras.
El llamado «tramo Abadiño-Durango», con una longitud de 3520 metros, consta de dos túneles, Eguskiza y Mendigain, y dos viaductos. La longitud soterrada representa más de un 50 % y la que discurre sobre viaductos un 12 %. Los túneles tienen una superficie horadada de 85 m² y el de Eguskitza una longitud de 1066 metros. Las bocas de los túneles están constituidas por falsos túneles para facilitar la integración en el entorno. La mitigación del daño medioambiental se realizará mediante la regeneración vegetal de 164 647 metros cuadrados en los que se plantarán arbustos, plantas herbáceas y 1383 árboles autóctonos.

### Tramos
Para su construcción, el proyecto ha sido dividido en varios tramos y subtramos que se licitan y encargan a diferentes empresas. De esta forma es posible la construcción simultánea de varios tramos, haciendo que el tiempo de obra sea apreciablemente inferior.

#### Vitoria-Bilbao
En la siguiente tabla figuran los tramos en que se ha dividido el proyecto de la Y vasca hacia Bilbao:
| Tramo                                      | Kilómetros | Plazo ejecución |
| ------------------------------------------ | ---------- | --------------- |
| Vitoria-Arrazua (entrada a Vitoria)        | 3,8        |                 |
| Arrazua-Villarreal de Álava I              | 2,6        | 20 meses        |
| Arrazua-Villarreal de Álava II             | 5,2        | 24 meses        |
| Villarreal de Álava-Escoriaza I            | 5,0        | 45 meses        |
| Villarreal de Álava-Escoriaza II           | 2,4        | 45 meses        |
| Escoriaza-Aramayona                        | 5,58       | 29 meses        |
| Aramayona-Mondragón                        | 3,39       | 30 meses        |
| Mondragón-Elorrio                          | 4,44       | 33,5 meses      |
| Elorrio-Axpe Achondo                       | 4,2        |                 |
| Axpe Achondo-Abadiano                      | 4,2        |                 |
| Abadiano-Durango                           | 3,52       | 21 meses        |
| Durango-Amorebieta                         | 4,60       | 30 meses        |
| Amorebieta-Amorebieta                      | 5,03       | 27 meses        |
| Amorebieta-Lemona                          | 3,45       | 28 meses        |
| Lemona-Galdácano                           | 5,42       | 32 meses        |
| Galdácano-Basauri                          | 3,53       | 28 meses        |
| Basauri-Bilbao                             | 4,0        |                 |
| Finalizado En obras Asignado En asignación |            |                 |

#### Conexión de Vergara
| Tramo                                      | Kilómetros | Plazo ejecución |
| ------------------------------------------ | ---------- | --------------- |
| Mondragón-Elorrio-Vergara (sector 1)       | 5.1        | 38 meses        |
| Mondragón-Elorrio-Vergara (sector 2)       | 5,24       | 30 meses        |
| Mondragón-Vergara (sector 3)               | 2.8        | 37 meses        |
| Finalizado En obras Asignado En asignación |            |                 |

#### Ramal hacia San Sebastián e Irún
Las competencias de construcción de estos tramos corresponden al Gobierno Vasco.
En la siguiente tabla figuran los tramos en que se ha dividido el proyecto de la Y vasca hacia Irún:
| Tramo                                      | Kilómetros | Plazo ejecución |
| ------------------------------------------ | ---------- | --------------- |
| Vergara-Vergara                            | 3,16       | 34 meses        |
| Vergara-Anzuola                            | 4,29       | 35.5 meses      |
| Anzuola-Ezkio-Itsaso Oeste                 | 3,56       | 63 meses        |
| Anzuola-Ezkio-Itsaso Este                  | 3,40       | 63 meses        |
| Ezkio-Itsaso                               | 2,84       | 28 meses        |
| Ezkio-Itsaso-Beasáin                       | 2,49       | 30 meses        |
| Beasáin Oeste                              | 1,87       | 25 meses        |
| Beasáin Este                               | 2,16       | 32 meses        |
| Villafranca de Ordizia-Isasondo            | 2,86       | 27 meses        |
| Legorreta                                  | 3,59       | 30 meses        |
| Tolosa                                     | 3,79       | 28 meses        |
| Tolosa-Hernialde                           | 3,81       | 26 meses        |
| Hernialde-Cizúrquil                        | 5.87       | 42 meses        |
| Cizúrquil-Andoáin                          | 4.97       | 46 meses        |
| Andoáin-Urnieta                            | 2,81       | 34 meses        |
| Urnieta-Hernani                            | 5.25       | 33 meses        |
| Hernani-Astigarraga                        | 2,48       | 27 meses        |
| Astigarraga-Lezo (subsección 1)            | 8,7        |                 |
| Astigarraga-Lezo (subsección II)           | 8,7        |                 |
| Astigarraga-Lezo (subsección III)          | 8,7        |                 |
| Finalizado En obras Asignado En asignación |            |                 |

La construcción del tramo entre Astigarraga-Behobia está en manos de Adif. La siguiente tabla muestra las etapas que componen el proyecto Euskal Y que Adif construye, entre Astigarraga y Behobia (límite):
| Tramos                                     | Kilómetros | Plazo de ejecución |
| ------------------------------------------ | ---------- | ------------------ |
| Astigarraga-San Sebastián                  | 3,29       |                    |
| San Sebastián-Irún                         |            |                    |
| Irún ir a la rama                          |            |                    |
| Oyarzun-Behovia                            |            |                    |
| Finalizado En obras Asignado En asignación |            |                    |

## Tiempos de viaje
| Itinerario            | Duración futura | Duración 2025 | En coche | En autobús |
| --------------------- | --------------- | ------------- | -------- | ---------- |
| Bilbao-San Sebastián  | 0:38            | 2:40          | 1:00     | 1:15       |
| Vitoria-Bilbao        | 0:28            | 2:10          | 0:45     | 1:00       |
| San Sebastián-Vitoria | 0:34            | 1:50          | 1:10     | 1:25       |
| Bilbao-Pamplona       | 0:45            | 3:10          | 1:45     | 2:00       |

| Itinerario           | Duración futura | Duración 2025              |
| -------------------- | --------------- | -------------------------- |
| Bilbao-Madrid        | 2:40            | 4:40                       |
| Vitoria-Madrid       | 2:10            | 3:20                       |
| San Sebastián-Madrid | 2:45            | 5:10                       |
| Bilbao-Burdeos       | 1:50            | no existe servicio directo |
| Bilbao-París         | 4:05            | no existe servicio directo |
| Madrid-París         | 6:25            | no existe servicio directo |
| Madrid-Burdeos       | 4:20            | no existe servicio directo |

| Procedencia   | Destino       | Duración mínima actual tren (año 2016) | Autobús   | Coche     | Duración Y vasca   |
| ------------- | ------------- | -------------------------------------- | --------- | --------- | ------------------ |
| Bilbao        | San Sebastián | 2h 13min                               | 1h 10min  | 1h        | 38min              |
| San Sebastián | Vitoria       | 1h 40min                               | 1h 30min  | 1h 10min  | 34min              |
| Vitoria       | Bilbao        | 2:20 min                               | 1h        | 45min     | 28min              |
| Bilbao        | Madrid        | 4h 50min                               | 4h 10min  | 3h 45 min | 2h 40min           |
| San Sebastián | Madrid        | 5h 20min                               | 5h        | 4h 40min  | 2h 45min           |
| Vitoria       | Madrid        | 3h 45min                               | 4h        | 3h 49min  | 2h 10min           |
| Bilbao        | París         | no existe servicio directo             | 12h 15min | 8h 30min  | 4h 05min           |
| San Sebastián | París         | 5h 40min                               | 11h       | 7h 10min  | 5h 09min           |
| Vitoria       | París         | no existe servicio directo             | 12h 15min | 8h 34min  | 5h 40min 4h 00min, |

## Conexión con Navarra

Conexión de la Y vasca con Navarra. Existe una tercera propuesta de conexión, variante de la H que asume el trazado en Navarra de la V para dirigirse hacia Ezkio más tarde y reduce el impacto ambiental en Aralar.

La infraestructura ferroviaria se conectará con el Corredor Mediterráneo a través de Navarra, pasando por su capital, Pamplona. A finales de 2024 todavía no se había determinado por donde sería la conexión. Había dos propuestas, una desde Vitoria y la otra desde Ezkio-Itsaso, en el centro de la província de Guipúzcoa. 
En 2011 el proyecto de la estación de Ezkio-Itsaso se sometió a exposición pública y su estidio fue adjudicado el 18 de julio de 2013. La estación ocupa un tramo de casi tres kilómetros en el que se ha invertido más de 56 millones de euros de los cuales casi cuatro millones son referentes a la estación. Las obras licitadas en 2020 y adjundicadas en 2022 quedando pendiente su finalización a cuando la línea de tren tenga ya un horizonte de funcionamiento. Esta opción tiene un presupuesto de unos 1.000 millones de euros y con una reducción del tiempo de viaje respecto a la opción del enlace de Vitoria es de unos 20 minutos. El cruce de la sierra de Aralar se realizaría por medio de cinco túneles dejando a la vista 25 km de vía mientras que por Vitoria la vía vista sería de 43 km y el tráfico por el nudo de la Y sería más reducido. siendo el trazado entre Vitoria y Pamplona mucho más liviano al circular en su mayor parte por una zona llana, lo que, aparte de tener menor impacto ambiental es más barato.
La opción de Vitoria está más centrada en el eje París-Madrid-Lisboa siendo el trazado entre Vitoria y Pamplona mucho más liviano al circular en su mayor parte por una zona llana, lo que, aparte de tener menor impacto ambiental es más barato.

## Reacción social en contra

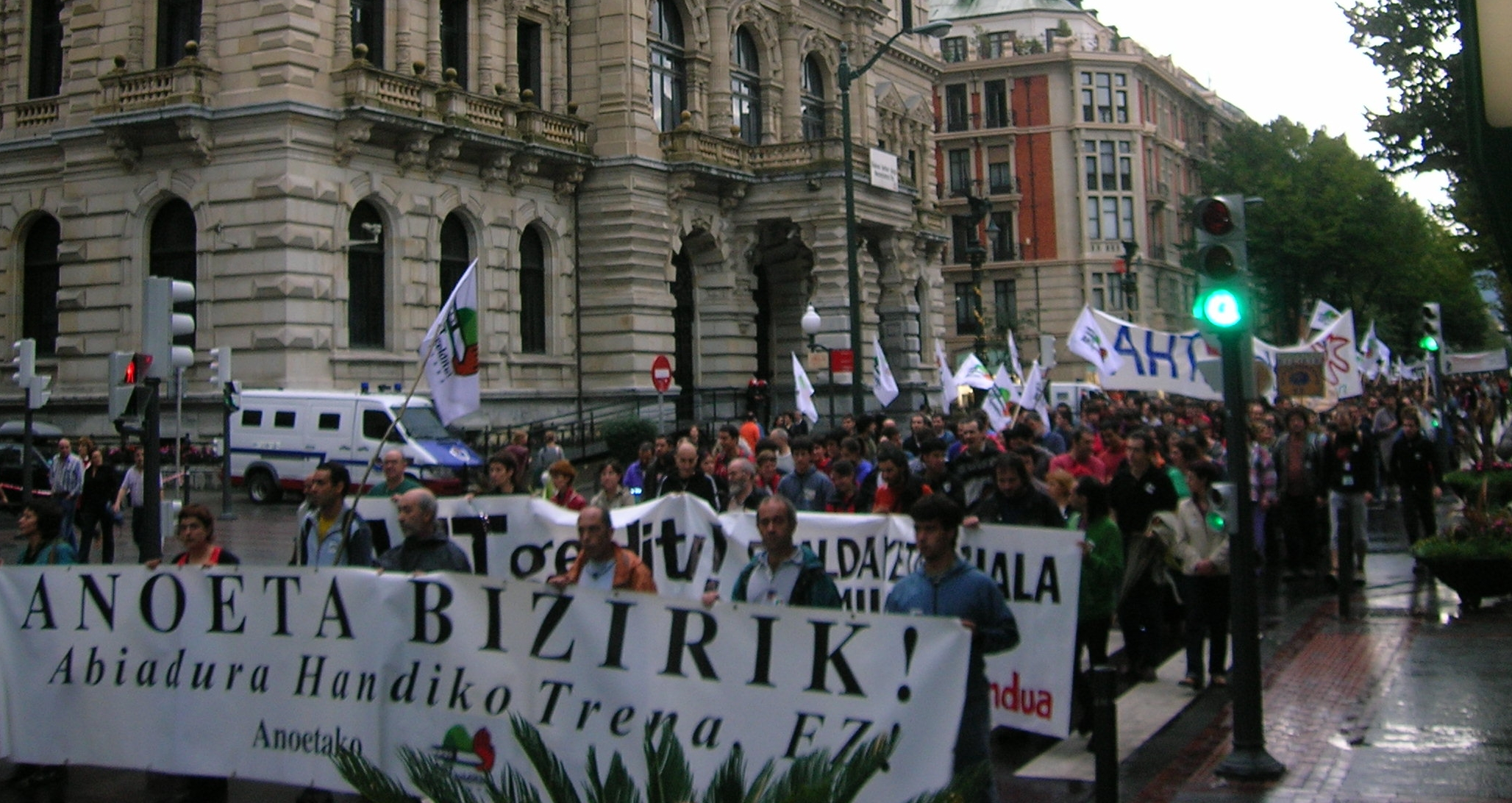
Manifestación contra el Tren de Alta Velocidad en Bilbao en 2005.

El proyecto que se está llevando a cabo ha suscitado críticas y rechazo en una parte de la sociedad vasca, que lo ha acogido de forma indiferente o contraria. Muchos partidos, sindicatos, colectivos locales, municipios y organizaciones ecologistas se han posicionado en contra del proyecto, realizando numerosas manifestaciones y actos de protesta por todo el territorio vasco.
Entre las cuestiones criticadas, sostienen que la infraestructura no es vertebradora del País Vasco y no presta un servicio interno, sino que más bien sirve para unirlo con las capitales de Francia y España, beneficiando a una minoría de los habitantes de la comunidad, mientras que la infraestructura ferroviaria más básica se mantiene en pésimas condiciones.[cita requerida]
También hay críticas al trazado de la infraestructura. Su paso por la zona sur del Duranguesado, uno de los parajes más relevantes ecológica y paisajísticamente, y por el límite norte del parque natural de Urquiola, en el que se atraviesan zonas habitadas por especies protegidas como el visón europeo o el avión zapador, se considera como un despropósito ecológico, aun cuando no llega a cruzar la zona protegida;[cita requerida] así como la falta de información real (desmontes, escombreras, ruido, tránsito de camiones) del proyecto y el exceso de propaganda en los medios de comunicación.[cita requerida] Se ha criticado el intento por parte del gobierno de criminalizar a los movimientos populares contrarios a su construcción, a los que, en algunos casos, se ha intentando relacionar con ETA,[cita requerida] organización que ha llegado a atentar, incluso cometiendo un asesinato, contra el proyecto.
El debate sobre la infraestructura, su conveniencia y el modo de explotación se ha ido distorsionando, llegando en algún caso a ser una cuestión utilizada junto a otros temas en el marco de reivindicaciones políticas.[cita requerida]

### Organizaciones contrarias
Entre las organizaciones que se han mostrado contrarias al proyecto, se pueden encontrar partidos políticos, sindicatos, colectivos locales, ecologistas, etc. Algunas de las organizaciones más significativas son las siguientes.
| - Alternatiba - Aralar - Batzarre - Bildu, Amaiur, Euskal Herria Bildu - Berdeak Equo - Ezker Batua - Sortu - Zutik | - ELA - LAB - ESK - EHNE - CNT - CGT - STEE-EILAS - HIRU |

| - Ecologistas en Acción - Eguzki - AHT Gelditu! Elkarlana | - Anoeta - Elorrio |

No todos los grupos están totalmente en contra, ya que si se replantease el proyecto o si se realizasen unas mejoras su postura contraria a la infraestructura cambiaría considerablemente. Por ejemplo, Ezker Batua, Aralar y la mayoría de los sindicatos optan por un tren social y menos perjudicial con el medio ambiente; o algunos ayuntamientos, que piden alguna contraprestación por no tener acceso a una infraestructura que pasará por su localidad (una parada, mayores inversiones...).
Los grupos contrarios son muy heterogéneos y no buscan los mismos objetivos: unos protestan porque a su entender no es un proyecto adecuado; otros porque están en contra del actual modelo de transporte basado en la movilidad y crecimiento; otros porque están directamente perjudicados por las expropiaciones y ocupación de tierras...

### El informe Bermejo y otros
En junio de 2004 el profesor de la Universidad del País Vasco, Roberto Bermejo, ingeniero industrial y doctor en economía, relevante figura en el estudio y diseño de "economía sostenible", publicó un informe que pretende ser una aportación a un debate más racional y científico sobre el modelo ferroviario que España y el País Vasco necesitan. Este informe concluye diciendo: 

Sin embargo, a la luz de los resultados que arroja el presente informe, estas premisas se demuestran falsas. En particular, en el resto de este apartado se intentará probar lo siguiente:

1. El proyecto de NRFPV está muy lejos de una mínima rentabilidad económica y social.
2. La NRFPV no solo no contribuye a solucionar los problemas diagnosticados para el transporte, sino que condena la red viaria actual al colapso circulatorio.
3. La NRFPV agudiza la insostenibilidad del modelo actual de transporte.
4. La alta velocidad ferroviaria consolida un modelo territorial polarizado.

- Análisis de rentabilidad del proyecto de la ‘Y’ vasca y bases para una estrategia ferroviaria alternativa.

La Associació per a la Promoció del Transport Públic (PTP) publicó en mayo de 2007 una réplica al informe Bermejo. En ella se expone el buen criterio del diseño de la Y vasca diciendo que 

la nueva “Y” ferroviaria vasca, un modelo a seguir para la alta velocidad, más eficiente, competitivo y sostenible que el aplicado en España y Cataluña para la nueva línea de alta velocidad.

 haciendo seguidamente una comparación entre el proyecto vasco y el estatal, marca 14 puntos en los que se hace referencia a la velocidad, la alternativa al tráfico de mercancías por carretera, el consumo energético en comparación con el avión, la controversia entre eliminación de vehículos y vehículos por km. que podría quitar la implantación del TAV, la necesidad de modernización de la red ferroviaria y el espacio que ocupará la infraestructura.
- Otro punto de vista sobre la Y vasca (proyecto de tren de alta velocidad).

Esta réplica tuvo su contrarréplica (firmada por dos profesores y un catedrático de la Universidad del País Vasco que ya se habían mostrado anteriormente contrarios a la infraestructura) reafirmando las teorías del "Informe Bermejo" y matizando algunos de los datos dados por la "Asociación PTP":
- Carta abierta a la PTP.

Además del citado Informe Bermejo ha habido otros escritos en contra de la infraestructura, entre ellos se pueden mencionar estos:
- Sobre las limitaciones y peligros de la red por un «tren social» (y algunas falsas críticas al TAV exhibidas a lo largo del 2004). Firmado por un «miembro de la Asamblea contar el TAV»; en el que hace un análisis criticando los argumentos de los que abogan por un TAV social.

- ¿TAV para unos pocos o bicis para todas las gentes del mundo? Archivado el 16 de mayo de 2007 en Wayback Machine. Firmado por Rosa Lago (profesora de la UPV) y quien ya replicó el Informe de la PTP; que aboga por el uso de bicicletas para las cortas distancias y residir directamente en el mismo lugar donde se trabaja o estudia.

- El ancho de vía europeo y el bogie «brava» Firmado por Jesusmari Galparsoro (delegado sindical de LAB en CAF-Beasáin); que critica el argumento de "tener que igualar en ancho de vía con el europeo" cuándo a su entender no existe ningún problema teniendo el Sistema Brava de tecnología vasca que lo soluciona.

- «La gran amenaza del TAV.» Firmado por Miquel Amorós; que hace un extenso análisis sobre la infraestructura diciendo que es ajeno a los intereses de la ciudadanía, que provocará grandes gastos energéticos y grandes impactos medioambientales.

- La Y vasca:¿un proyecto de futuro? Firmado por Gabriel Ibarra (profesor de la UPV/EHU); que se cuestiona la necesidad de construir una infraestructura que según él generará gravísimos impactos medioambientales.

## Alternativas: La U vasca
Ezker Batua Berdeak propuso en el año 2002 un trazado alternativo a la "Y vasca". Este trazado se denominó U vasca y tenía la particularidad de que el tramo vizcaíno recorría el valle de Arratia, por el mismo corredor que surca la autopista AP-68, uniéndose en Vitoria con el ramal guipuzcoano que sigue el actual trazado de Renfe, similar proyecto al "Plan de Transporte Ferroviario" de 1987 para el País Vasco.

### Puntos positivos
EB-Berdeak defendía que el proyecto de la U vasca era un 20 % más barato que la Y, y que permitiría el transporte de mercancías y no de pequeña paquetería que, según Javier Madrazo, es lo que llevarán los trenes que recorran la Y vasca. El trazado sería mucho más respetuoso al alejarse de la mayoría de los espacios naturales (solo cruzaría el parque natural de Aizcorri y alguna zona del Gorbea), respetando así el Duranguesado y aprovechando zonas ya afectadas por otras infraestructuras. Como contrapartida, no sería un tren de alta velocidad, sino un tren de velocidad alta, que circularía con velocidades entre los 170 y los 200 km/h. ya que compartiría, en parte, las circulaciones de cercanías y mercancías aprovechando al máximo la infraestructura.

### Puntos negativos
En los tramos donde compartiría las circulaciones de trenes de cercanías y mercancías, se podría crear un colapso en horas de máxima utilización del tren como horas punta.
Asimismo, al ser una línea de lo que ellos llamaban «velocidad alta» (máx. 200km/h) en vez de altas prestaciones (superior a 200 km/h), las subvenciones al proyecto podrían haberse disminuido considerablemente, ya que no haría cumplir completamente las expectativas del Proyecto prioritario n.º 3 del Eje Atlántico europeo; además, el tiempo de viaje entre Bilbao-San Sebastián se acercaría a una hora de duración (más de 160 km de trazado y pasando por Vitoria), por lo que no sería competitivo respecto al transporte por carretera, no cumpliendo el mencionado Proyecto Europeo, estimándose que el precio del billete de ese itinerario sería superior al del proyecto aprobado al ser el recorrido de mayor longitud.
Roberto Bermejo, defensor en principio de este proyecto, finalmente fue crítico con él y otros proyectos alternativos, admitiendo que:

Conviene por razones ambientales y económicas aprovechar más las líneas existentes (por ejemplo, los tramos Bilbao-Llodio o el corredor del Oria), pero sus curvas son de radio tan pequeño que imposibilitan en la mayor parte de los casos superar los 100 km/h, y la densidad de construcción en estas zonas impide la rectificación de curvas (...) Es necesario además, completar la red básica con otras líneas de ámbito interior. Debe modernizarse la línea actual Bilbao-San Sebastián, donde quedan una serie de tramos que impiden que esta conexión pueda alcanzarse con tiempos semejantes a los de la autopista.

## Controversia sobre la conexión al exterior
Mientras se fue construyendo la línea, se produjeron varios recortes debido a la crisis española de 2008-2016 que pusieron en duda este proyecto o sus enlaces al exterior, pudiendo provocar que esta infraestructura se convirtiese en una "isla". Por su parte, las administraciones admitieron esos recortes aclarando que esta infraestructura seguiría construyéndose aun con retrasos (mientras otras no llegarían a construirse o terminarse hasta 2030), en tanto que sus conexiones, aunque no se terminasen los tramos de alta velocidad, existirían bien a través de tercer carril, mejoras del trazado actual hasta los 200 km/h (en Francia) o a través de sistemas cambiadores de ancho.

## Atentados y acciones de ETA contra la Y vasca

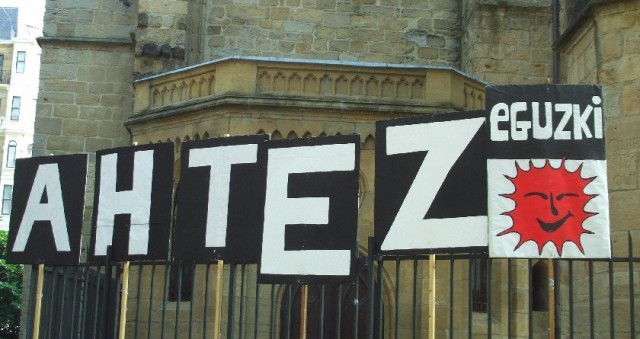
Acción de protesta contra el TAV en San Sebastián.

En octubre de 2007, la organización terrorista ETA marcó a la Y vasca como uno de sus principales objetivos y durante el mes de noviembre, la policía descubrió un manual etarra en el que se aportaban instrucciones claras para realizar lo que se conoce como el "ecotaje", justificado a través de argumentos anticapitalistas y de defensa del medio ambiente.
En Hernani, ETA atentó el 12 de mayo de 2008 contra la empresa Amenabar, que sufrió un sabotaje con dos bombas en sus excavadoras. Mientras, el 1 de junio del mismo año la banda atacó a la misma empresa en Zarauz con otra bomba que hirió a tres personas y provocó numerosos daños materiales. En Orio, ETA atacó a las empresas Fonorte y Acciona. Estos ataques se han ido repitiendo a lo largo del año en otras compañías.
Así, las empresas relacionadas con la Y vasca han estado en el punto de mira de los terroristas. A mediados de agosto de 2008, ETA envió un comunicado en el que asumía la autoría de tres atentados perpetrados entre mayo y junio en las localidades guipuzcoanas de Hernani, Zarauz y Orio contra empresas "implicadas en las obras" del TAV.
El 3 de diciembre de 2008, ETA asesinó al empresario Ignacio Uría en la localidad de Azpeitia, tras salir de su empresa constructora Altuna y Uría, relacionada con la construcción de la Y vasca.
ETA no modificó su posición sobre el TAV, limitándose al análisis de la situación creada a raíz del asesinato de Uría. En la documentación intervenida al militante de ETA Ekaitz Sirvent en la primavera de 2009 recoge: 

Hemos decidido dar un salto cualitativo en un espacio corto de tiempo con la ejecución del director general de la empresa Uria y Altuna y esto ha acelerado el debate público y la contradicción interna del trabajo conjunto.

 Texto en el que se expone la contradicción en el seno de la organización sobre la estrategia seguida contra la "Y vasca".
El asesinato de Uría supuso que una buena parte del movimiento anti TAV, incluidos personajes relevantes de la izquierda abertzale contrarios a la infraestructura como Iñaki Antigüedad, se posicionaran en contra de las acciones de ETA. En el seno de la izquierda abertzale no llegó a entenderse la acción de ETA, produciéndose discrepancias y llegando algunos dirigentes a afirmar que esa estrategia les aleja cada día más de la sociedad.
El 9 de febrero de 2009, ETA hizo estallar una furgoneta-bomba delante de la sede de Ferrovial, empresa adjudicataria de la 'Y vasca', en Madrid.